# Sabrisho III Zambur
Sabrisho Zambur (... – Baghdad, 17 aprile 1072) è stato un vescovo cristiano orientale siro, metropolita di Beth Lapat, e patriarca della Chiesa d'Oriente tra il 1061 e il 1072.

## Biografia
Ignote sono le origini di Sabrisho, soprannominato zambur, ossia "la vespa". Secondo Barebreo era stato vescovo di Nishapur, nel Khorasan, notizia non confermata dagli storici nestoriani. Di certo sedeva sulla cattedra di Beth Lapat nel Khūzestān, quando divenne patriarca della Chiesa d'Oriente.
Alla morte del patriarca Giovanni VII bar Targal (estate del 1057), l'elezione del suo successore fu ritardata per l'occupazione selgiuchide del califfato abbaside. Non si conosce l'epoca esatta dell'elezione di Sabrisho, che non fu comunque una scelta liberamente fatta dai vescovi della Chiesa d'Oriente, ma imposta da cristiani influenti, in particolare di Esfahan, che ottennero dal califfo al-Qa'im e dai suoi visir il permesso di consacrare il metropolita di Beth Lapat. Fu consacrato patriarca il 3 agosto 1061.
Non sono molte le informazioni sul patriarcato di Sabrisho III. Secondo lo storico nestoriano Mari ibn Sulayman, fu un'epoca di prosperità materiale e umana, e il prestigio del suo patriarcato si rifletté sui metropoliti, sui vescovi e su tutti i cristiani.
Le fonti arabe menzionano alcune difficoltà sorte tra le comunità della Chiesa d'Oriente e i cristiani della Chiesa ortodossa siriaca a Baghdad, che coinvolsero anche Sabrisho. Secondo le stesse fonti, il patriarca subì un tentativo di assassinio, il 5 maggio 1069, da cui uscì indenne.
Gli ultimi mesi del suo patriarcato furono caratterizzati dal peggioramento del suo stato di salute, aggravatosi dapprima per una emiplegia, cui seguì la paralisi completa. Morì il 17 aprile 1072 e fu sepolto nella chiesa di Nostra Signora (detta: al-Kursi) del quartiere di Dar al-Rum di Baghdad.
La sede patriarcale rimase vacante per oltre 2 anni e mezzo, fino alla consacrazione del successore Abdisho II ibn al-ʿArid nel gennaio 1075.